# أرئيل (مستوطنة)
مستوطنة «أريئيل» أو «أرئيل» (بالعبرية: אריאל‏) مستوطنة إسرائيلية سكنية أقيمت عام 1978 على أراضي بلدات سلفيت، اسكاكا، مردة، كفل حارس، عشية توقيع اتفاقية كامب ديفيد مع مصر. سيطرت على مساحة 500 دونمًا حين بدأ تأسيسها، فيما بلغ عدد سكانها حتى عام 2017 حوالي 19,626 مستوطن.

## السكان
بحسب إحصائيات عام 2010 بلغ عدد السكان حوالي 17 ألفا و700 مستوطن، وسكانها إجمالا ليسوا من الصهاينة المتدينين، ولكن في عام 2005 إزدادت نسبة التدين في المستوطنة بقدوم مستوطنين متشددين من مستوطنات غزة كنتساريم.

## المساحة
حوالي 17555 متر مربع

## المستوطنات
المُسْتَوْطَنات الإسرائيلية أو المُغْتَصَبات كما يسميها العرب الفلسطينيون، هي تجمعات سكانية يهودية في المناطق الفلسطينية، بعضها قد أزيل وأكثرها بقي وعدد كبير منها قيد البناء.
ويعتبر السواد الأعظم من المجتمع الدولي المستوطنات الإسرائيلية في الضفة الغربية وقطاع غزة أنها خرق للقانون الدولي وللفقرة الـ 49 من اتفاقية جنيف الرابعة، ويظهر ذلك على وجه الخصوص بتبني مجلس الأمن في الأمم المتحدة للقرار 448 في مارس 1979 الذي اعتبرها غير قانونية.

## مضرة بالحياة الفلسطينية
يشتكي مواطنو محافظة سلفيت شمال الضفة الغربية، خاصة سكان قريتي «بروقين» و«كفر الديك»، من الأضرار الصحية الناجمة عن مستوطنة «اريئيل» المجاورة لهما، نتيجة إلقاء مياه صرفها الصحي العادمة في هاتين القريتين.
وتتجمع هذه المياه في أماكن مجاورة للمستوطنة، لتلتقي بعدها مع الوديان وصولًا إلى وادي بروقين، ومن ثم تسير إلى قرى مدينة سلفيت لتصل إلى منازل المواطنين، وإحداث «برك» منها تقود إلى انتشار الأوبئة والحشرات الضارة.

### تسميم النبات
المياه العادمة تؤدي إلى تسمم النباتات من خلال ارتفاع نسبة الامونيا في عصارة النبات وهو ما يجعلها غير صالحة للاستهلاك البشري.
وبحسب رحال الذي عمل في عدة مشاريع زراعية في منطقة سلفيت، فإن المياه الملوثة الصادرة من مستوطنة «ارائيل» لها بالغ الأثر السلبي على قطاع الثروة الحيوانية بالمنطقة من خلال ترسب المواد السامة والملوثات البيولوجية في أنسجة الحيوانات وذلك من خلال شرب الحيوانات للمياه الملوثة.
حيث إن المياه العادمة الصادرة من مستوطنة «ارائيل» تلعب دوراً كبيراً في انتشار الحشرات والقوارض وخاصة حشرة «اللشمانيا» التي تنتشر في قرية بروقين البالغ عدد سكانها حوالي 3800 نسمة، مسببةً بذلك العديد من الأمراض الجلدية والمعوية وحالات الفشل الكلوي.

## صور من المستوطنة

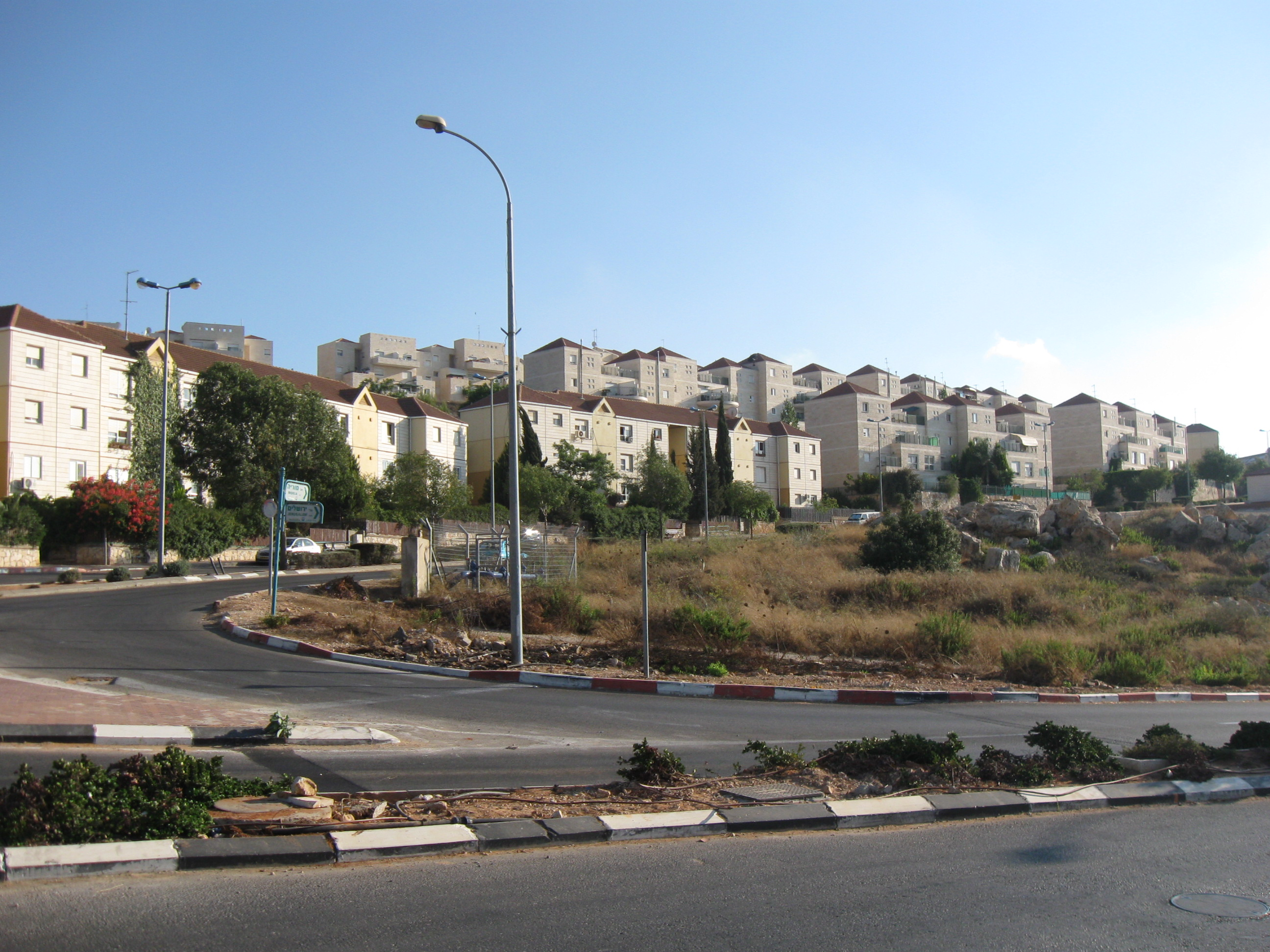
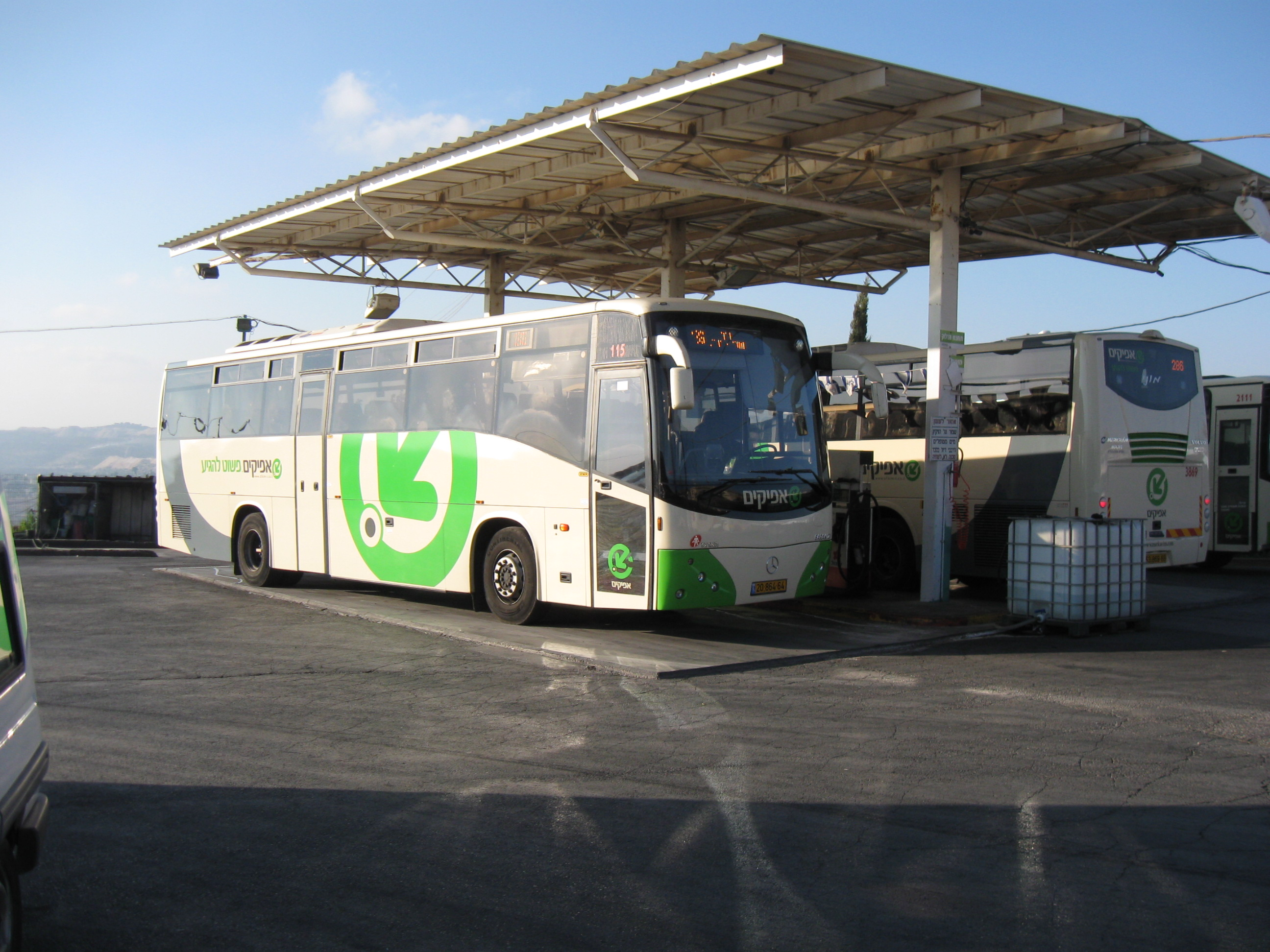
حافلات النقل في المستوطنة
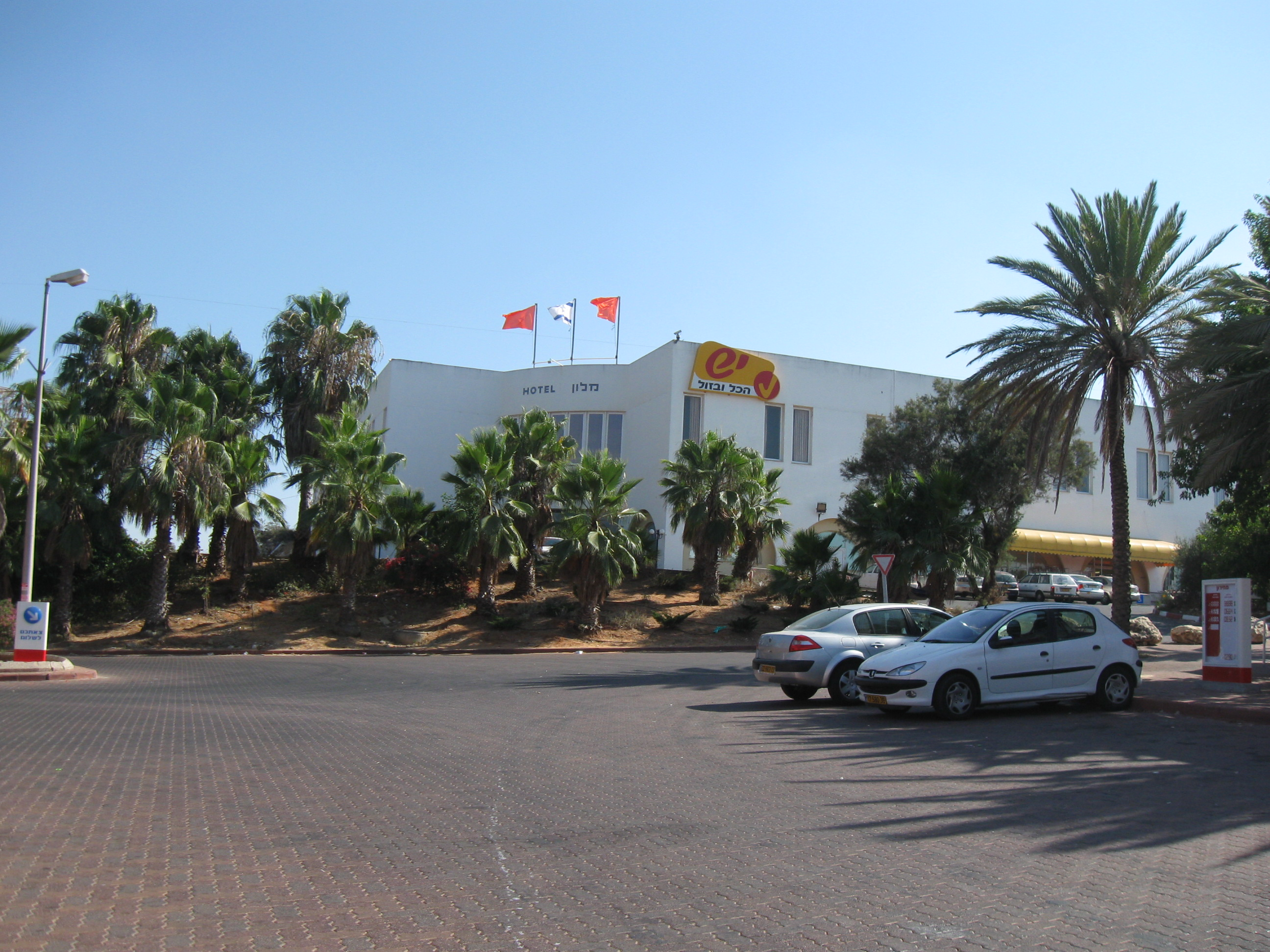
فندق Eshel HaShomro
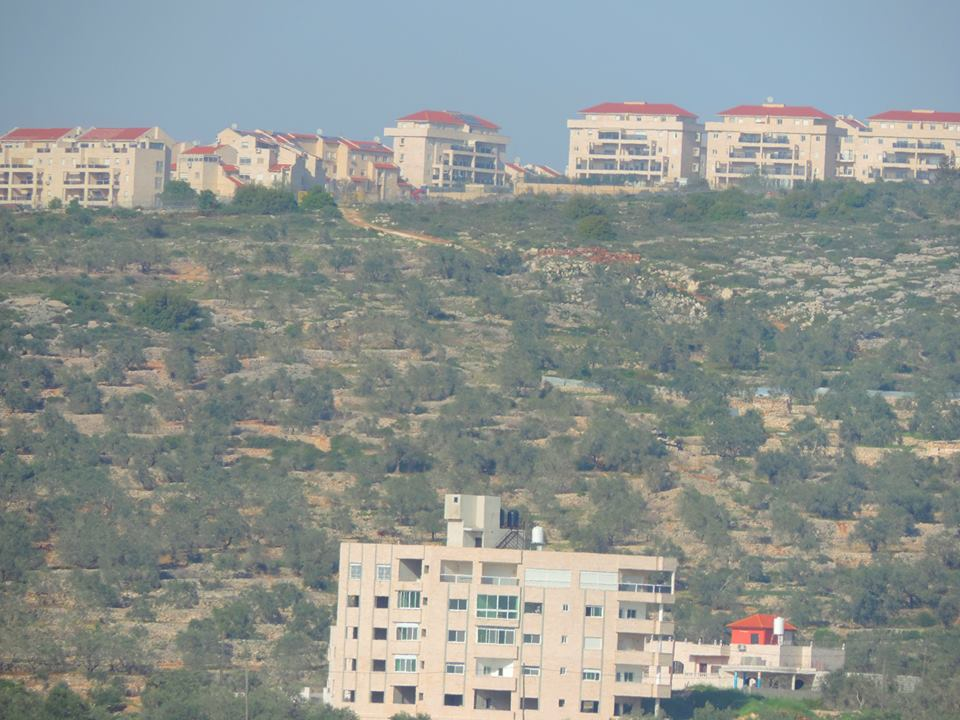
مباني مستوطنة أرئيل من مدينة سلفيت